# Robert Karwowski
Robert Witold Karwowski (ur. 26 sierpnia 1959) – polski prawnik i urzędnik państwowy, radca prawny, w latach 1992–1993 podsekretarz stanu w Urzędzie Rady Ministrów.

## Życiorys
W 1984 ukończył studia prawnicze w białostockiej filii Uniwersytetu Warszawskiego. W 1987 odbył aplikację sądową w Sądzie Rejonowym w Białymstoku, w 1988 zdobył uprawnienia radcy prawnego. Szkolił się też w zakresie rynku kapitałowego w Instytucie Finansów w Nowym Jorku (1995). 1 sierpnia 1992 objął fotel dyrektora generalnego Urzędu Rady Ministrów. Od 9 grudnia 1992 do 16 listopada 1993 pełnił funkcję podsekretarza stanu w URM, odpowiedzialnego za politykę budżetową, administrację i gospodarkę.
Później od 1994 do 1996 pracował na Giełdzie Papierów Wartościowych, gdzie kierował działem prawnym i był doradcą zarządu, po czym do 2004 pozostawał partnerem kancelarii Hogan & Hartson. Następnie rozpoczął prowadzenie własnej kancelarii radcowskiej, zasiadł też w radach nadzorczych Lotosu i Centrum Bankowo-Finansowego „Nowy Świat” (jako przewodniczący).